# 丹羽正道
丹羽 正道（にわ せいどう、文久3年6月27日〈1863年8月11日〉 - 1928年〈昭和3年〉1月5日）は、明治から大正にかけて活動した日本の電気技術者である。日本で5番目に開業した電力会社名古屋電灯で初代技師長を務めたほか嘱託技師として大阪市電の開業に携わった。愛知県名古屋市出身。

## 経歴
文久3年6月27日（新暦：1863年8月11日）、丹羽氏任の長男として名古屋城下・広小路御園の屋敷で生まれた。父・氏任は尾張藩に仕える儒学者（藩儒）。また丹羽家は一色公深を祖とするという。正道は幼少期から聡明であったといい、東京に出て大学予備門で学んだのち工部大学校へ進学。工部大学校では成績優秀のため官費生であった。在学中には内閣官報局印刷所や大阪紡績工場などでの電灯設置工事に携わり経験を積む。1887年（明治20年）7月、工部大学校改め帝国大学工科大学の電気工学科を卒業した。
在学中の1886年（明治19年）11月、三重県庁舎で開かれた天長節祝賀会に東京電灯技師とともに出張し発電機一式を持ち込んで電灯を点灯した。その帰路、当時愛知県衛生課長であった叔父・丹羽精五郎に頼まれて名古屋においても点灯実演を行う。叔父・精五郎は旧尾張藩士族に対して授産事業のため貸し下げられる予定の勧業資金を電気事業起業に充てるべく活動しており、点灯実演もその宣伝の一環であった。実演を機に士族らの意見は電灯事業の起業に固まり、名古屋電灯会社設立に向けた作業が進められる。作業の一環として大学を出たばかりの丹羽正道と叔父・精五郎を機械購入と電気事業視察のため欧米へ派遣することが決められ、1887年10月出国、アメリカ・イギリス・ドイツを回り、翌1888年（明治21年）4月帰国した。途中アメリカで機械購入のためトーマス・エジソンに面会している。
帰国後の1888年9月24日付で名古屋電灯の初代技師長に着任。翌1889年（明治22年）11月に発電所「電灯中央局」を完成させ、名古屋電灯は同年12月より日本で5番目の電気事業者として開業に至った。以後、丹羽は1899年（明治32年）7月1日付で辞任するまで10年間にわたって名古屋電灯の技師長に在任する。この間、名古屋電灯の事業が軌道にのった後は他都市での電気事業にも関わり、近隣の豊橋電灯・岐阜電灯（岐阜県）・四日市電灯（三重県）や仙台電灯（宮城県）でも主任技師として発電所の設計・施工に携わった。また1893年（明治26年）にシカゴ万国博覧会開催にあわせた万国電気会議の議員に選ばれたほか、1896年（明治29年）12月には逓信省の電気事業取調委員に任ぜられた。
名古屋電灯退職後は横浜にあった「米国貿易商会」の機械部に入る。ただし1902年（明治35年）発行の商工録には大阪市内にあったシーメンス・ハルスケ日本支社大阪支店に在籍するとある。同年、独立して大阪市内に「丹羽電気工務所」を開設、電気事業者および電気鉄道事業者からの嘱託を受けて工事の設計・監督を手掛けるようになる。その一つとして1902年から1905年（明治38年）にかけて大阪市からの嘱託により大阪市電第一期線の設計・工事監督ならびに第二期線の設計を担当した。工務所時代には独自の鉄道台車を考案し、岩村電気軌道（岐阜県）での試運転の結果好成績であったため、その後は台車製造にも従事している。
晩年は名古屋に帰り隠居していた。1928年（昭和3年）1月5日死去、64歳没。